# Zéphyr (bande dessinée)

Logo de la série

Zéphyr est une série de bande dessinée policière tous publics du Français Pierre Brochard publiée dans l'hebdomadaire jeunesse Fripounet et Marisette de janvier 1952 à juin 1963. Elle met est scène trois adolescents, le héros Zéphyr, sa sœur Clara et leur ami Tony qui, accompagnés du berger allemand Zamba redressent la justice dans des aventures qui les mènent à travers toute l'Europe. Elle a connu plusieurs éditions en album.

## Personnages

### Triade et protagonistes
Si Zéphyr est clairement un adolescent, ses compagnons sont plutôt de jeunes adultes.
Ce n'est qu'au début de leur cinquième aventure (La Montagne de l’oubli) que Clara découvre l'état civil complet de Zéphyr : Zéphyrin Grosbiquet.
Clara n'est donc pas la sœur de Zéphyr, mais celle de Tony.

## Épisodes
1/ Cap au Sud (1952)

2/ Le Diamant rose de Singaradja (1952-53)

3/ Le Ravin aux loups (1953)

4/ Le Grand mur blanc (1953-54)

5/ La Montagne de l'oubli (1954-55)

6/ Messathi, le Prince des sables (1955-56)

7/ Le Message passe à 21 heures (1956)

8/ L'Escale du Balaou (1956-57)

9/ Le Cavalier noir (1957-58)

10/ Rendez-vous à Hirschenberg (1958-59)

11/ La Tache de feu (1959)

12/ La Calanque au Requin (1959-60)

13/ Opération serpent à plumes (1960-61)

14/ La Caverne de la Licorne (1961)

15/ Les Orchidées rouges (1962)

16/ Zéphyr et Pépita (1962-63)

## Documentation
- Patrick Gaumer, « Zéphyr », dans Dictionnaire mondial de la BD, Paris, Larousse, 2010, 954 p. (ISBN 9782035843319), p. 934.
- « Zéphir », dans Henri Filippini, Dictionnaire de la bande dessinée, Bordas, 1989 (ISBN 2-04-018455-4), p. 571.